# Bronisław Pawlicki
Bronisław Pawlicki (28. prosinca 1925. – 19. rujna 2014.) je bivši poljski hokejaš na travi.
Na hokejaškom turniru na Olimpijskim igrama 1952. u Helsinkiju je igrao za Poljsku, koja je ispala u osmini završnice.

## Vanjske poveznice
- Profil na Sports Reference.com  Arhivirana inačica izvorne stranice od 13. prosinca 2012. (Wayback Machine)

Bronisław Pawlicki na Olimpijskim igrama